# Arnold Strongman Classic 2011
Arnold Strongman Classic 2011 – doroczne, indywidualne zawody siłaczy, organizowane od 2002 przez Arnolda Schwarzeneggera. Zawody trwają dwa dni i są to jedne z najbardziej prestiżowych na świecie zawodów siłaczy. Dodatkową atrakcją są bardzo wysokie nagrody pieniężne. Była to dziesiąta edycja tych zawodów.
Po raz drugi rozegrane zostały dodatkowe zawody, Mistrzostwa Świata Siłaczy Niezawodowych (Arnold Amateur Strongman), dla zawodników którzy nie brali wcześniej udziału w głównych mistrzostwach siłaczy. Zwycięzca mistrzostw niezawodowych (Mateusz Baron) otrzymał zaproszenie do startu w następnych profesjonalnych zawodach Arnold Strongman Classic 2012.

## Arnold Strongman Classic
Data: 4, 5 marca 2011

Miejsce: Columbus, stan Ohio
Wyniki zawodów:
| Miejsce | Zawodnik           | Kraj              | Punkty | Nagroda  |
| ------- | ------------------ | ----------------- | ------ | -------- |
| 1.      | Brian Shaw         | Stany Zjednoczone | 46,5   | $ 45 000 |
| 2.      | Mike Jenkins       | Stany Zjednoczone | 39,5   | $ 20 000 |
| 3.      | Žydrūnas Savickas  | Litwa             | 37,5   | $ 15 000 |
| 4.      | Travis Ortmayer    | Stany Zjednoczone | 36     | $ 10 000 |
| 5.      | Michaił Koklajew   | Rosja             | 30     | $ 8000   |
| 6.      | Mark Felix         | Anglia            | 24,5   | $ 6000   |
| 7.      | Nick Best          | Stany Zjednoczone | 21     | $ 5000   |
| 8.      | Terry Hollands     | Anglia            | 18     | $ 3000   |
| 9.      | Siergiej Romanczuk | Ukraina           | 17     | $ 2000   |

- Derek Poundstone nie wziął udziału w zawodach z powodu kontuzji.